# قراجة (هريس)
قراجة هي قرية في مقاطعة هريس، إيران. عدد سكان هذه القرية هو 1,081 في سنة 2006.